# FACE to Face
〈FACE to Face〉는 KAT-TUN의 21번째 싱글이다.

## 개요
〈EXPOSE〉 이래 약 3개월 만의 발매로, 2013년 제2탄 싱글이다.
2013년 9월 말에 타나카 코키가 탈퇴하여, 타나카가 참가한 마지막 싱글이 되었다.

## 수록곡

### 초회 한정반
CD
1. FACE to Face
작사: AGKY / 작곡: Andreas Johansson, Laika Leon / 편곡: Quark not Dirty, Andreas Johansson
  - 영화 《오레 오레》 주제가
2. LIVE ON
작사: RUCCA / 작곡: RAT-0124 / 편곡: DREADSTORE COWBOY, RAT-0124
3. LIVE ON（オリジナル・カラオケ）

DVD
1. FACE to Face (비디오 클립+메이킹)

### 초회 프레스 통상반
CD
1. FACE to Face
2. FLASH（Vocal: JUNNOSUKE TAGUCHI）
작사: Junnosuke Taguchi / 작곡: Daniel Sherman, Andy Gilbert, Claire Rodrigues / 편곡: Daniel Sherman, Andy Gilbert, TAKAROT

DVD
1. FLASH (비디오 클립)
2. 스페셜 영상

### 통상반
CD
1. FACE to Face
2. DRAMATIC
작사·작곡: Laika Leon / 편곡: Billy Marx Jr.
  - 닛폰 TV 계열 프로 야구 중계 《Dramatic Game 1844》 이미지 송
  - 카메나시 카즈야가 사회보는 닛폰 TV 계열 《Going! Sports & News》 테마 송
3. あの日のまま / 그날 그대로
작사·작곡: Nai-T / 편곡: twenty forty
4. FACE to Face（オリジナル・カラオケ）
5. DRAMATIC（オリジナル・カラオケ）
6. あの日のまま（オリジナル・カラオケ）